# Druckbegrenzungsventil

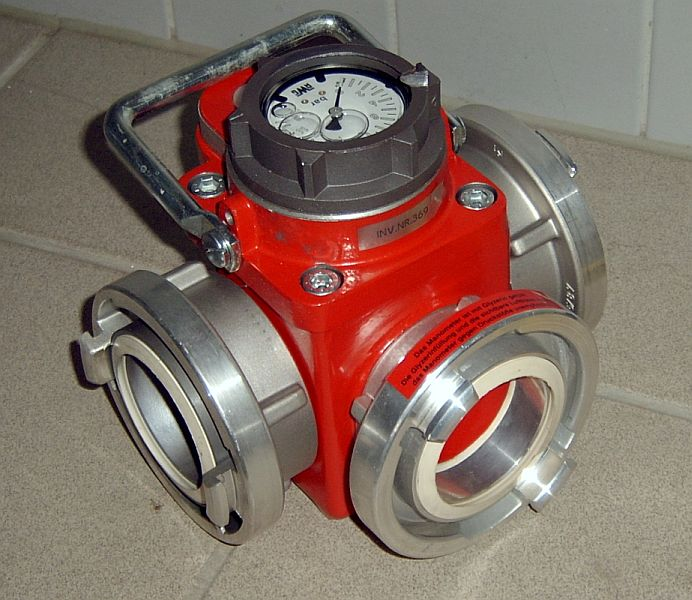
Druckbegrenzungsventil

Das Druckbegrenzungsventil bei der Feuerwehr ist eine Sonderbauform eines Überdruckventiles und stellt ein wichtiges Bauteil in hydraulischen Systemen dar. Mit diesem Ventil wird der maximal zulässige Wasserdruck begrenzt, um das System gegen zu hohen Druck abzusichern (Überdruckabsicherung) und Schäden zu vermeiden. Übersteigt der Druck im System einen gewünschten (eingestellten) Wert, ermöglicht dieses Ventil einen Abfluss des Wassers aus der Förderstrecke. In der Regel wird mit einem derartigen Ventil der maximal zulässige Pumpen- bzw. Systemdruck gegen Überschreitung abgesichert. In der Beladungsnorm wird dieser nur noch bei Fahrzeugen zur Wasserförderung aufgeführt (LF 20 KatS und Schlauchwagen).

## Einsatz bei der Feuerwehr
Als Druckbegrenzungsventil bezeichnet man auch eine Armatur zur Wasserfortleitung bei der Feuerwehr, welche bei einer Löschwasserförderung über lange Wegstrecken plötzliche Druckstöße innerhalb von 0,2 Sekunden sicher abfangen soll. Somit kann es z. B. verhindern, dass Schläuche platzen und die Wasserförderung unterbrochen wird.
Das Druckbegrenzungsventil besteht aus einem Gehäuse mit zwei drehbaren B-Feuerwehrkupplungen am Ein- und Ausgang des Durchflussraumes, einer B-Festkupplung am Überlauf, einem Hauptventil mit Steuerorgan und Einstellskala, sowie einem Überdruck-Messgerät.
Das Druckbegrenzungsventil muss dabei in beide Durchflussrichtungen funktionieren, wobei der zulässige Maximaldruck auf einer Skala von 0 bis 16 bar einstellbar sein muss. Das Druckmessgerät muss dabei einen Messbereich von 0 bis 25 bar anzeigen. Das Überdruckventil hat ein Gewicht von 6 kg und ist unempfindlich gegen Verunreinigungen, die über einen Saugkorb oder das Pumpensieb eingesaugt werden können. Es muss bei einem Druck von 25 bar dicht schließen können und der Druckverlust bei freiem Durchgang darf bei einem Förderstrom von 800 l/min 0,1 bar nicht überschreiten. Bei den Feuerwehren in Deutschland und Österreich werden Ventile nach EN 14 380 verwendet.
Das Ventil wird mit dem Einstellorgan auf einen entsprechenden Sollwert zwischen 0 und 16 bar eingestellt. Bei normalem Druck ist der Durchflussraum durch das Hauptventil (Ringkolben oder Membran) von einer Wasserkammer, die sich oberhalb des Durchflussraums befindet, getrennt; sie wird jedoch über eine Ausgleichsleitung ständig mit Wasser gefüllt. Wird der Solldruck überschritten, öffnet sich ein Steuerventil, wodurch mehr Wasser aus der Wasserkammer abfließt, als durch die Ausgleichsleitung zugeleitet wird. Der so entstehende Unterdruck zwischen Wasserkammer und Durchflussraum öffnet das Hauptventil und lässt einen Teil des Förderstroms über den B-Ausgang ins Freie abfließen. Sinkt der Druck in der Leitung wieder, so schließt sich das Steuerventil wieder, was zu einem Druckausgleich zwischen Wasserkammer und Durchflussraum führt. Somit kann das Hauptventil durch eine Feder wieder geschlossen werden. Der Schließvorgang geschieht nur allmählich, um weitere Druckstöße zu vermeiden.
Bislang wird das Druckbegrenzungsventil größtenteils vor einem Verteiler oder bei der Löschwasserförderung über lange Wegstrecken vor jeder Verstärkerpumpe eingebaut. Um eine Zerstörung der Pumpe durch Überdrücke auf Grund plötzlich geschlossener Ventile in der Förderkette effektiver zu verhindern, sollte das Druckbegrenzungsventil direkt hinter der Pumpe eingebaut werden und ca. 1 bar über dem geplanten Ausgangsdruck eingestellt werden.
Bei der Löschwasserförderung über lange Wegstrecken beträgt der Solldruck 2 bar, ansonsten sollten zwischen 5 und 8 bar eingestellt werden.